# Gorō Yasukawa
Gorō Yasukawa (jap. 安川 午朗, Yasukawa Gorō; * 9. August 1965 in Iida, Nagano) ist ein japanischer Komponist. 

## Leben
Gorō Yasukawa studierte an der Universität Tokio Musik. Seit 1990 ist er als Filmkomponist tätig und arbeitete unter anderem mit Regisseuren wie Takashi Ishii und Atsushi Muroga zusammen, wobei er für die Musik von Filmen wie Black Angel, Junk – Resident Zombie und Yo-Yo Girl Cop verantwortlich war. Im Jahr 2012 wurde er mit seiner Musik an Yōkame no semi mit einem Japanese Academy Award für die Beste Musik ausgezeichnet.

## Filmografie (Auswahl)
- 1998: Black Angel (黒の天使 Vol. 1)
- 1999: Black Angel 2 (黒の天使 Vol. 2)
- 2000: Junk – Resident Zombie (JUNK 死霊狩り)
- 2003: Moon Child
- 2006: Yo-Yo Girl Cop (スケバン刑事 コードネーム=麻宮サキ)
- 2012: Another